# Boríssovo (Bélgorod)
|  | Per a altres significats, vegeu «Boríssovo». |

Boríssovo - Борисово (rus) - és un poble de l'óblast de Bélgorod, a Rússia. El 2010 tenia 239 habitants. Pertany al districte (raion) de Valuiki.